# Hostim
Hostim (do roku 1925 Hostím, německy Hösting) je obec nacházející se v okrese Znojmo asi 9 km na jihovýchod od města Moravských Budějovic. Žije zde 396 obyvatel.
Sousedními obcemi sídla jsou Zvěrkovice, Rozkoš, Jiřice u Moravských Budějovic, Prokopov, Blanné, Střelice a Jaroměřice nad Rokytnou.

## Název
Místní jméno Hostim (původně v mužském rodě, v místní mluvě tak doposud) bylo odvozeno od osobního staroslovanského jména Hostim (přivlastňovací příponou -jь která způsobila změkčení předchozího m), které vzniklo zkrácením jména Hostimír. Význam místního jména byl "Hostimův majetek". Do němčiny bylo jméno vsi převzato v podobě Hösting(s).

## Historie
První zmínka o obci je datována do počátku 14. století. Farnost spadala pod patronaci kláštera v Horním Perneku (Perneg), kdy kostel a faru získaly jako věno a patronátní právo dvě sestry z rodu Bukovínů, které vstoupily do řádu premonstrátek. Dále obec mění majitele: rod Vaitmile, rod Bítovských z Lichtenburka, rod Hodických z Hodic, rod Valeckých z Mírova, rod Šlejniců ze Šlejnic, rod Březnických z Náchoda, rod de Souches, rod hrabat z Gatterburka, rod Meraviglia-Crivelli, rod Liechtenstein, rod Trauttmansdorf -Weinsberg. Dle Benešových dekretů byl zámek konfiskován a je v něm zřízen ústav se zvláštní péči. Obec je významná i díky zámku a zřícenině zámeckého velkostatku, který byl vystavěn z velké části ze zříceniny hradu Bukovina.
V roce 2020 bylo oznámeno, že ministerstvo zemědělství ČR plánuje stavbu několika nových přehradních nádrží, kdy jedna z nich by mohl být postavena na hranicích kraje Vysočina a Jihomoravského nedaleko obce Hostim na řece Nedveka. Její rozloha by měla být 71 hektarů.
Do roku 2014 zastával funkci starosty Jaroslav Pella, od roku 2014 vykonával funkci starosty Milan Kouba. Od roku 2018 je starostkou Marcela Hanáková.

## Pamětihodnosti
- Kostel svatého Františka Serafinského
- Kaple svatého Kříže
- Socha svatého Jana Nepomuckého na návsi
- hřbitov s kaplí
- Zámek Hostim
- Sýpka na návrší za vesnicí
- Vodní mlýn

## Galerie

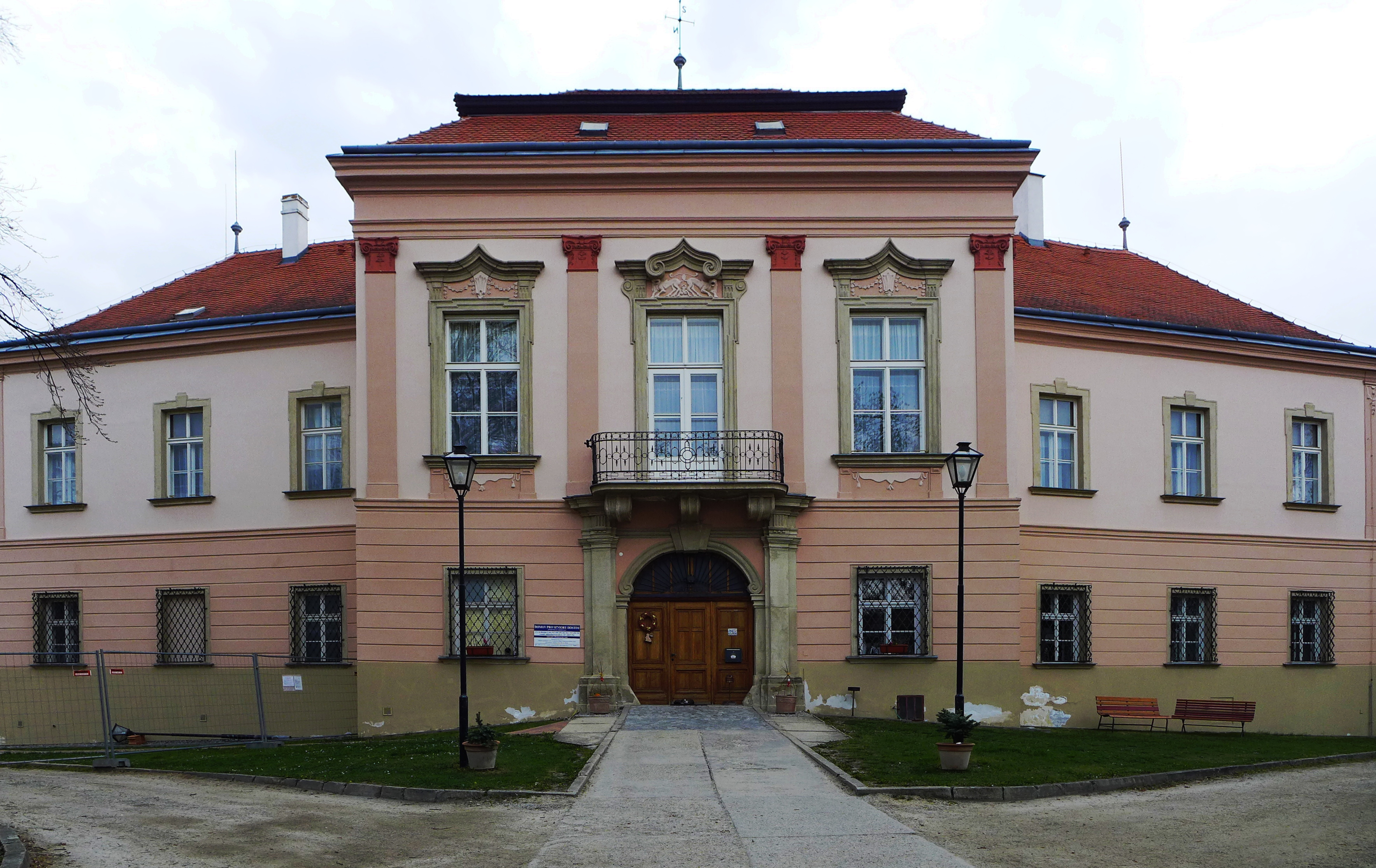
Zámek
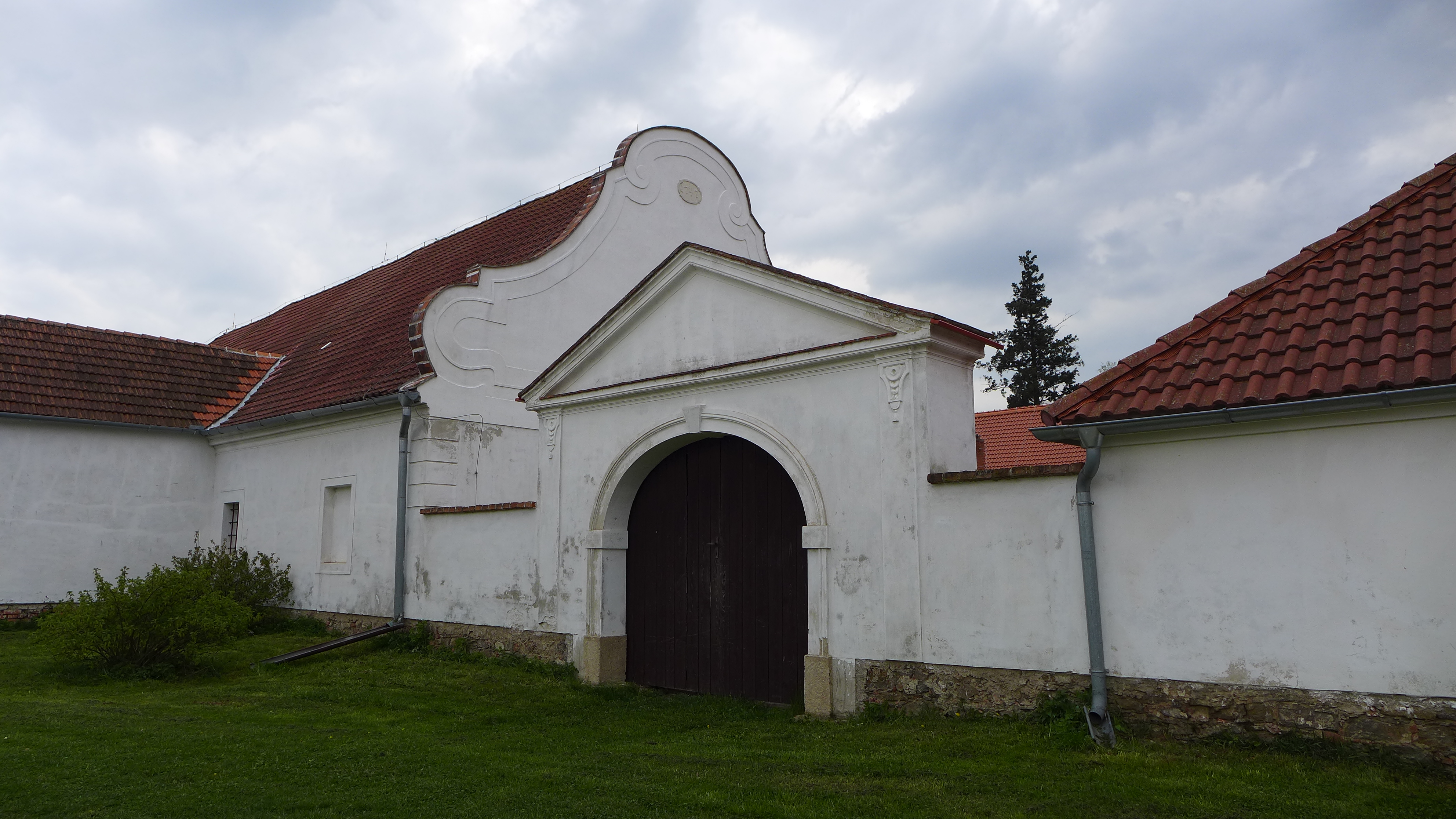
Pivovar
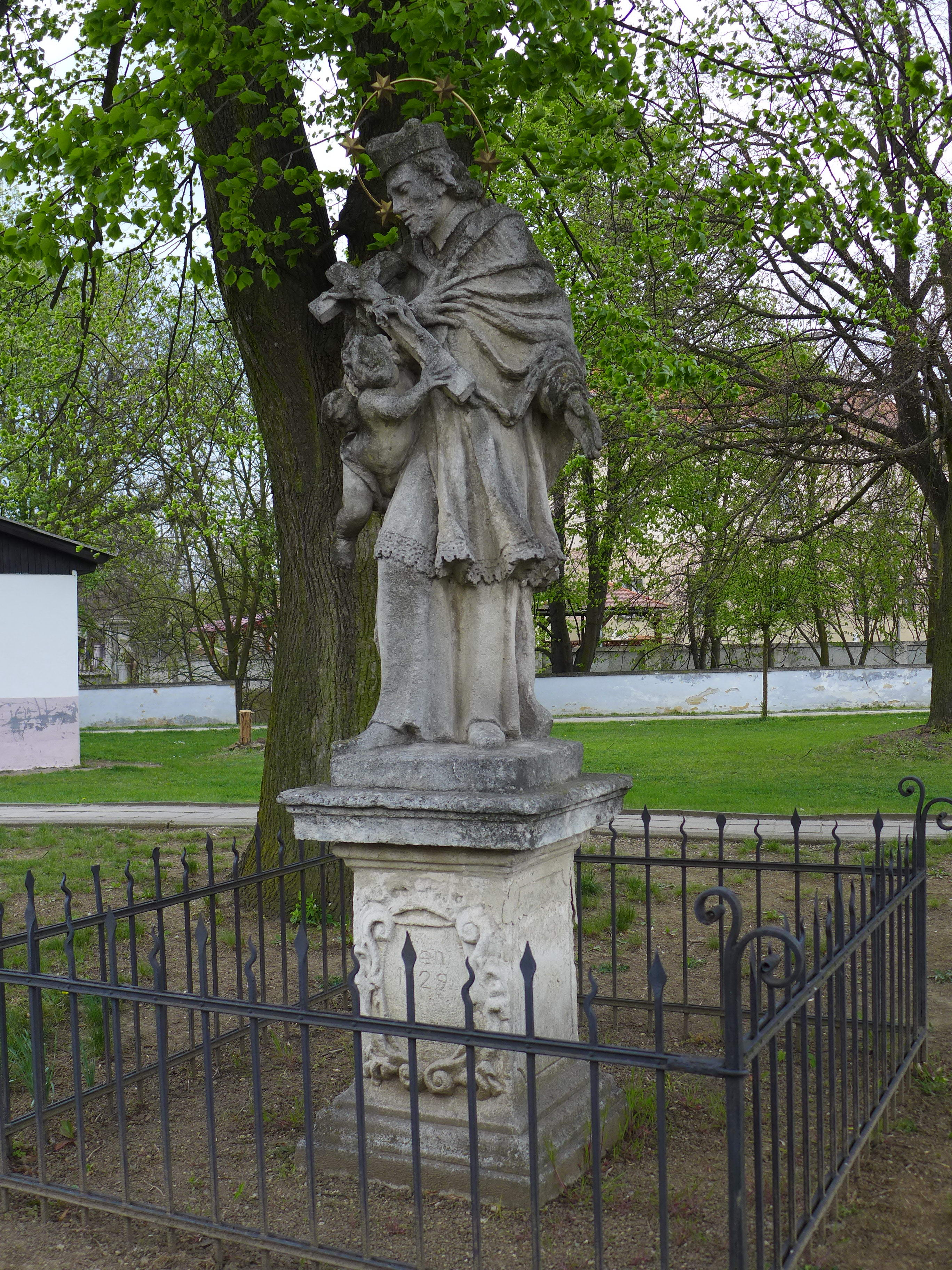
Socha sv. Jana Nepomuckého
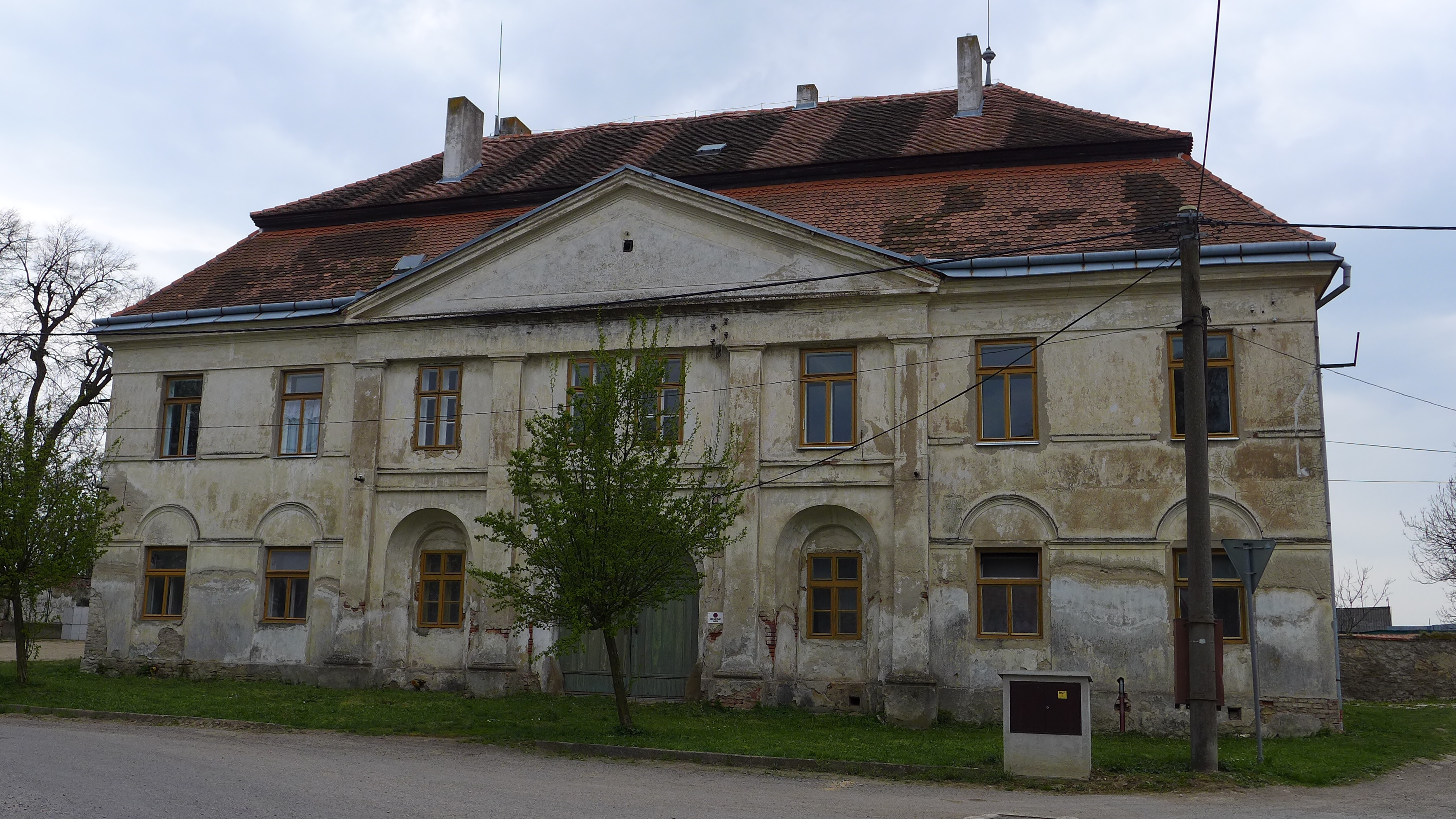
Lesní správa
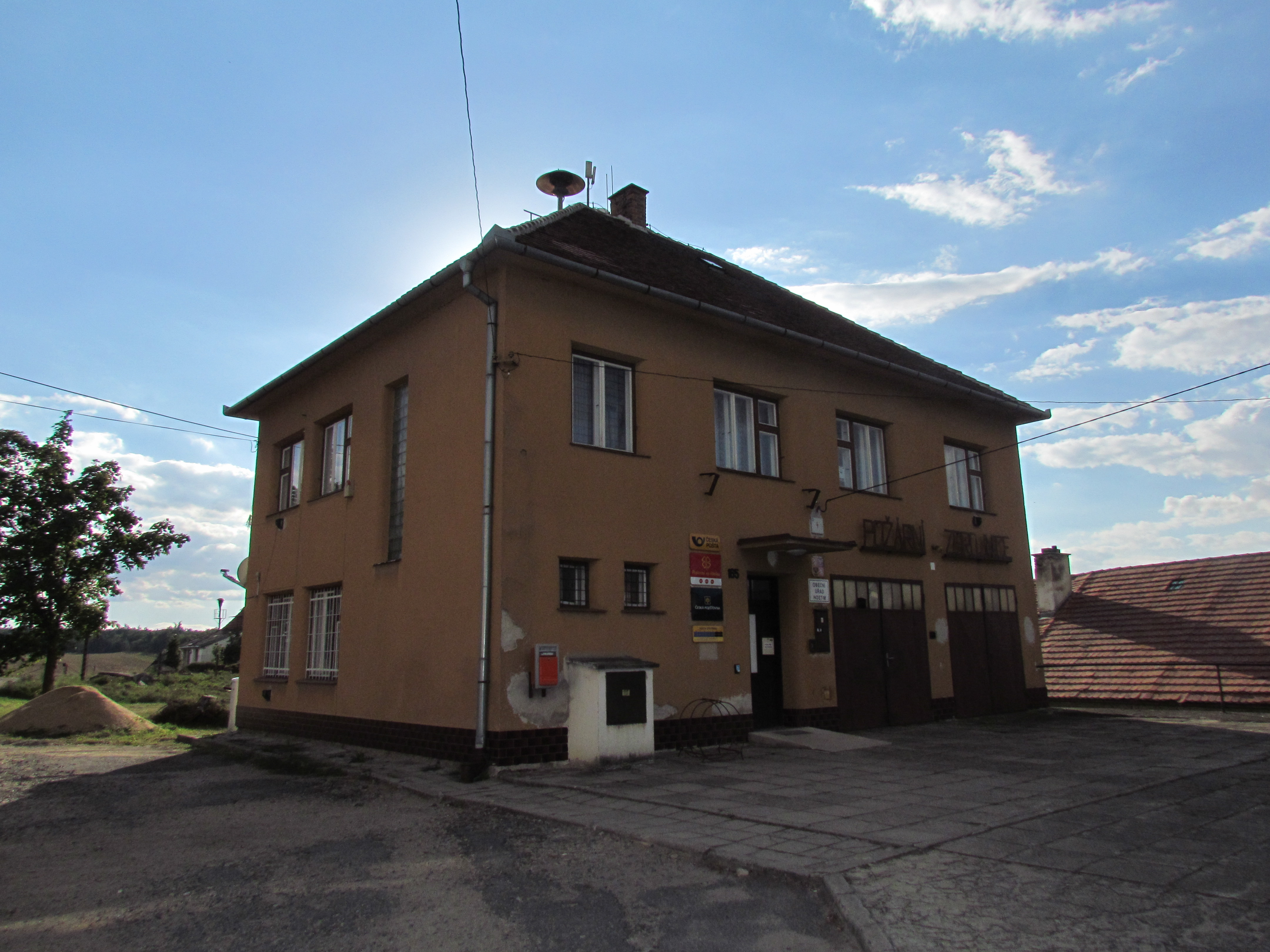
Obecní úřad
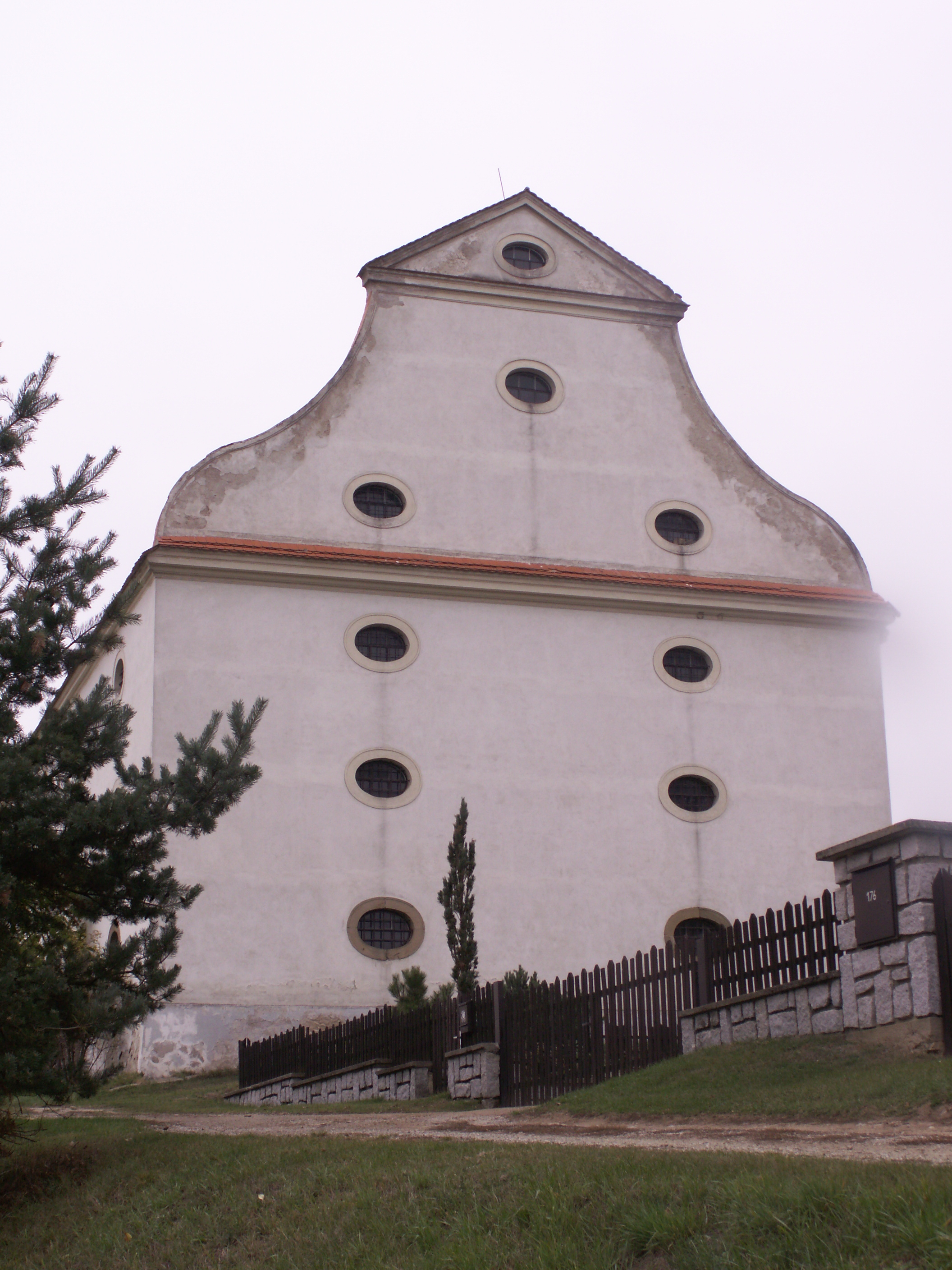
Panská sýpka

## Osobnosti
- Oldřich Marek (1919–1987), bibliograf
- Josef Nezveda, politik a poslanec
- Milan Skalník, právník